# Ovabunda arabica
Ovabunda arabica is een zachte koraalsoort uit de familie Xeniidae. De koraalsoort komt uit het geslacht Ovabunda. Ovabunda arabica werd in 1995 voor het eerst wetenschappelijk beschreven door Reinicke. 